# Вулиця Спокійна (Львів)
Вулиця Спокійна — вулиця у Франківському районі міста Львова, місцевість Богданівка. Сполучає вулиці Сулими та Любінську.

## Історія та забудова
Вулиця виникла на початку XX століття в межах підміського села Богданівка та у 1928 році отримала назву Спокойна. Під час німецької окупації Львова, з 1943 року по липень 1944 року, мала назву Ляуфбанґассе. У липні 1944 року вулиці повернули передвоєнну, але вже уточнену назву — Спокійна.
Вулиця Спокійна забудована двоповерховими конструктивістськими будинками 1930-х років та будинками барачного типу 1950-х років, також є сучасні приватні садиби. Під № 35 від радянських часів розташовується метеостанція (нині — львівський регіональний центр з гідрометеорології ДСНС України).